# Imam Suroso

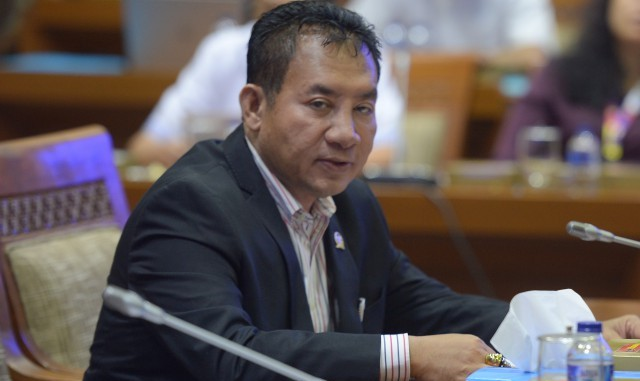
Imam Suroso

Imam Suroso (geb. 10. Januar 1964; gest. 27. März 2020 in Semarang, Java) war ein indonesischer Politiker der PDI-P. Er gehörte von 2009 bis zu seinem Tode dem Repräsentantenhaus Indonesiens an.
Er starb am 27. März 2020 während der COVID-19-Pandemie in einem Krankenhaus in Semarang an den Folgen einer SARS-CoV-2-Infektion.